# Elson José Dias Júnior
Elson José Dias Júnior (n. Uberaba, Minas Gerais, Brasil; 10 de abril de 1991) conocido deportivamente como Elsinho, es un futbolista brasileño que se desempeña en la posición de centrocampista, actualmente milita en el Racing Club de Ferrol de la Segunda División B de España.

## Trayectoria
Elsinho comenzó su carrera jugando en las categorías base del Uberaba Sport Club y Nacional Esporte Clube Ltda. Después de abandonar la ciudad, obtuvo su primera experiencia como jugador profesional en el interior de São Paulo.
Llega al Votuporanguense en el año 2012. Dicho año fue bastante fructífero tanto para el equipo como para él, pues, en el susodicho club juega 27 partidos de 30 posibles, además anota 4 goles en el Campeonato Paulista; el Votupuranguense concluye con el campeonato en esa temporada. Elsinho declaró lo siguiente tras la obtención del título:
El centrocampista brasileño también pasó por clubes como el Olímpia, Naviraiense, Atlético Sorocaba, Matonense, Oeste y Rio Claro.
En 2016 firma por el Fútbol Club Juárez para disputar la Copa MX, donde jugaría tres partidos con 225 minutos; en el Apertura 2016 jugó 16 partidos, 1422 minutos y anotó 2 goles y en la Copa MX Clausura 2017, con tres partidos jugados y 139 minutos.
Fue adquirido de manera definitiva por los bravos, con miras al torneo Apertura 2017 del Ascenso MX.
En el torneo Apertura 2019, en la Liga MX, jugó 8 partidos, 5 de ellos como titular y marcó tres goles.
Después de una indisciplina de su parte fue relegado a la categoría sub-20 de «los bravos», para después ser llevado a manera de cesión con «los toros» del Celaya por un período de 6 meses.
El 27 de septiembre de 2020, se hace oficial su llegada a España para jugar en las filas del Racing Club de Ferrol de la Segunda División B de España.

## Clubes
| Club              | País   | Año       |
| ----------------- | ------ | --------- |
| Votupuranguense   | Brasil | 2012      |
| Olímpia           | Brasil | 2013      |
| Naviraiense       | Brasil | 2014      |
| Atlético Sorocaba | Brasil | 2014      |
| Matonense         | Brasil | 2015      |
| Oeste             | Brasil | 2015      |
| Rio Claro         | Brasil | 2016      |
| Juárez            | México | 2016-2020 |
| Celaya (Cedido)   | México | 2020      |
| Racing de Ferrol  | España | 2020-Act. |

## Palmarés

### Campeonatos regionales
| Título              | Equipo          | País   | Año  |
| ------------------- | --------------- | ------ | ---- |
| Campeonato Paulista | Votuporanguense | Brasil | 2012 |